# St. Edward (Nebraska)
St. Edward je grad u američkoj saveznoj državi Nebraska. Prema popisu stanovništva iz 2010. u njemu je živjelo 705 stanovnika.